# Alluaudomyia anserina
Alluaudomyia anserina är en tvåvingeart som beskrevs av Meillon och Wirth 1983. Alluaudomyia anserina ingår i släktet Alluaudomyia och familjen svidknott. Inga underarter finns listade i Catalogue of Life.